# Distretto di Rajshahi
Il distretto di Rajshahi è un distretto del Bangladesh situato nella divisione di Rajshahi. Si estende su una superficie di 2407,01 km² e conta una popolazione di 2.595.197 abitanti (censimento 2011).

## Suddivisioni amministrative
Il distretto comprende 9 upazila:
- Bagha
- Bagmara
- Charghat
- Durgapur
- Godagari
- Mohanpur
- Paba
- Puthia
- Tanore

Sono inoltre ricompresi 4 thana:
- Boalia
- Matihar
- Rajpara
- Shah Makdam